# William P. Jackson
William Purnell Jackson, född 11 januari 1868 i Salisbury, Maryland, död 7 mars 1939 i Salisbury, Maryland, var en amerikansk republikansk politiker. Han representerade delstaten Maryland i USA:s senat 1912-1914.
Jackson gick i skola i Wicomico County. Han studerade sedan vid Wilmington Conference Academy (numera Wesley College) i Dover, Delaware. Han var verksam inom timmerbranschen.
Senator Isidor Rayner avled 1912 i ämbetet och efterträddes av Jackson. Han efterträddes 1914 som senator av Blair Lee.
Jackson var metodist och frimurare. Han gravsattes på Parsons Cemetery i Salisbury.